# Westminster (Colorado)
Westminster és una població dels Estats Units a l'estat de Colorado. Segons el cens del 2009 tenia 108.850 habitants.

## Demografia
Segons el cens del 2000, Westminster tenia 100.940 habitants, 38.343 habitatges, i 26.034 famílies. La densitat de població era de 1.236,9 habitants per km².
Dels 38.343 habitatges en un 35,7% hi vivien nens de menys de 18 anys, en un 53,6% hi vivien parelles casades, en un 9,6% dones solteres, i en un 32,1% no eren unitats familiars. En el 23,7% dels habitatges hi vivien persones soles el 4,5% de les quals corresponia a persones de 65 anys o més que vivien soles. El nombre mitjà de persones vivint en cada habitatge era de 2,62 i el nombre mitjà de persones que vivien en cada família era de 3,15.
Per edats la població es repartia de la següent manera: un 26,9% tenia menys de 18 anys, un 9,6% entre 18 i 24, un 36% entre 25 i 44, un 21% de 45 a 60 i un 6,5% 65 anys o més.
L'edat mediana era de 33 anys. Per cada 100 dones de 18 o més anys hi havia 98,9 homes.
La renda mediana per habitatge era de 56.323 $ i la renda mediana per família de 63.776 $. Els homes tenien una renda mediana de 41.539 $ mentre que les dones 31.568 $. La renda per capita de la població era de 25.482 $. Entorn del 3,1% de les famílies i el 4,7% de la població estaven per davall del llindar de pobresa.

## Poblacions més properes
El següent diagrama mostra les poblacions més properes.